# La Punta (València)
La Punta és el barri que ocupa la part de l'Horta de València. És un barri de la ciutat de València, part del districte de Quatre Carreres que correspon amb tot el terreny no urbanitzat de l'Horta al sud-est del municipi. És, per tant, un barri lliure de finques i típicament agrícola, tot i que des de principis del segle xxi és objecte d'un PAI. El primer nom del qual es té notícia per a aquesta zona és el de Punta d'En Silvestre, que va acabar reduint-se a només La Punta. La població principal hi és la Punta, nom que dona a tot el barri. En canvi, amb el nou PAI, part d'aquesta zona passarà a anomenar-se les Moreres pel camí de les Moreres, una carretera que recorre l'extrem nord del barri.

## Història

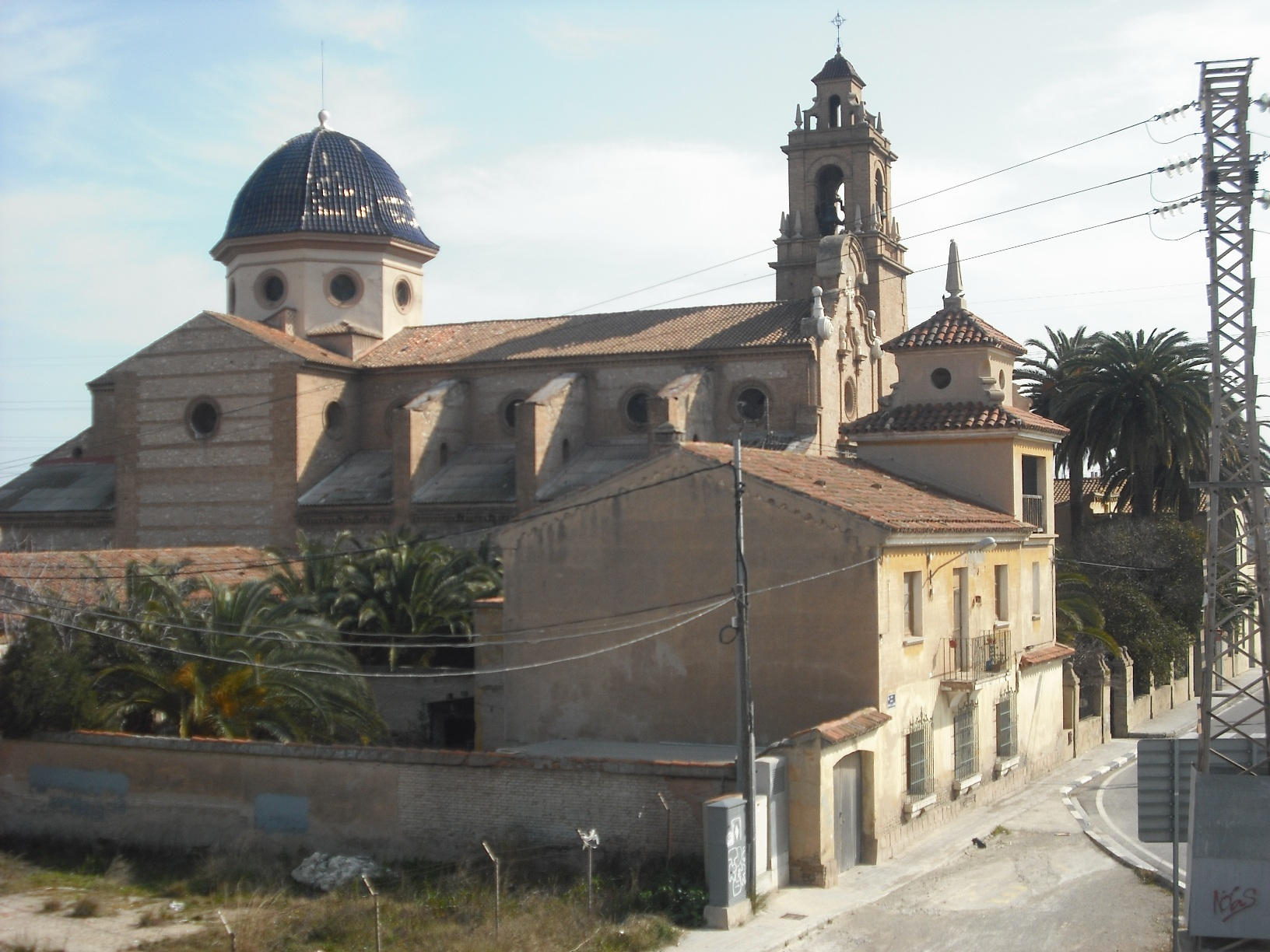
L'església de la Concepció.

Les primeres referències a la Punta d'En Silvestre daten del segle xv. Tradicionalment ha sigut una zona d'horta i de pas entre Natzaret i Montolivet, i encara actualment no té un urbanisme definit. La seua església començà a construir-se en 1908. L'any 1877 La Punta, junt amb tot el terme municipal de l'antic municipi de Russafa, es va incorporar al terme de València.
El març de 1994, el president de la Generalitat Valenciana, Joan Lerma (PSOE), l'alcaldessa de València, Rita Barberá (PP) i l'Autoritat Portuària de València signaren el protocol per a construir una Zona d'Activitats Logístiques (ZAL) a La Punta. Eixe mateix any, es va executar el pla de construcció d'una Zona d'Activitats Logístiques. Aquest pla va provocar que molts veïns tingueren els seus terrenys expropiats i foren desallotjats. El juliol de 2009 el Tribunal Suprem anul·là el Pla General d'Ordenació Urbana (PGOU) per al desenvolupament de la Zona d'Activitats Logístiques del Port de València (ZAL) perquè no tenia l'informe d'avaluació ambiental que exigia la Llei de Costas. Davant aquesta sentència, l'Administració de l'Estat, la Generalitat Valenciana, l'Ajuntament de València i València Plataforma Intermodal i Logística van presentar un recurs de cassació, que va ser desestimat el 2015.

## Geografia
És un dels barris més extensos i menys poblats, tenint 2.118 habitants el 2009. Els límits administratius són la nova llera del riu Túria, al sud; el cap del Jardí de Túria, al nord; Natzaret, a l'est; la Font de Sant Lluís i Na Rovella a l'oest. De fet, s'hi inclou les parts de l'Horta que han sigut tradicionalment considerades pròpies de la Font de Sant Lluís i Natzaret.
El barri és atípic en què, fins ara, no disposa de cap mena d'estructura unificada típica d'un barri ni tampoc és gaire urbanitzat, sinó conté una sèrie de nuclis aïllats de cases, a més del nucli principal de la Punta a l'est i el de la Font d'en Corts, més petit, a l'oest; d'altra banda, alberga una sèrie d'infraestructures principals de cabal importància per a la ciutat. Entre aquestes hi ha les línies de ferrocarril i l'estació de la Font de Sant Lluís; al sud, Mercavalència; a l'est, l'autopista del Saler i la Zona Logística del Port de València. El projecte de la línia 2 del Metro de València preveu que la línia travesse les Moreres de l'oest a l'est, així enllaçant Montolivet i Natzaret. El 2009, la línia ha arribat al principi del camí de les Moreres. És un dels barris més extensos i menys poblats, tenint 2.118 habitants el 2009. Els límits administratius són la nova llera del riu Túria, al sud; el cap del Jardí de Túria, al nord; Natzaret, a l'est; la Font de Sant Lluís i Na Rovella a l'oest. De fet, s'hi inclou les parts de l'Horta que han sigut tradicionalment considerades pròpies de la Font de Sant Lluís i Natzaret.
El barri de la Punta està dividit en dues parts, separades per les vies del tren de Rodalia i de llarga distància, que es preveu en un futur, siguen soterrades. La part a l'oest de les vies del tren, on es troba la majoria de la població d'aquest barri, es compren des del camí de les Moreres, fins a arribar quasi a la depuradora que hi ha a la pedania veïna de Pinedo; hi ha la carretera de la Font d'en Corts a la part occidental d'aquesta part del barri. Per la part oriental, també delimita amb el camí de les Moreres pel nord, amb la zona de Tres Camins ja a la pedania de Pinedo, i per la part oriental d'aquesta banda del barri, delimita amb el camí del Canal, i la part esquerra de la Punta, i la part dreta del barri veí de Natzaret. La part est de les vies és la que s'ha quedat amb l'església.
La Punta disposa d'un ambulatori auxiliar, una associació de veïns (la Unió), i conserva diverses barraques, el patrimoni de l'Horta.

## Patrimoni
- Església parroquial de la Concepció: Es començà a construir l'any 1908 segons els plànols de Francisco Mora Berenguer. Destaca l'esveltesa de la seua cúpula i del seu campanar, obra aquesta de Mauro Lleó. Fou declarada parròquia en 1942 per decret de l'aleshores arquebisbe de València, Prudencio Melo. En el seu jardí existeix des de 1963 un petit monument dedicat al seu primer rector, Ranulfo Roig Pascual.[1]

- Ermita del Fiscal: Es tracta d'una petita ermita d'horta dedicada a la Mare de Déu dels Desemparats. Se situa annexa a la finca del Fiscal, de la qual pren el nom, i prop de l'antiga carretera d'En Corts. Es va restaurar en 1983.[6]
- L'HORTA: Herència de segles i segles de treball de valencians de diferentes procedències, és d'origen romà i el seu sistema d'irrigació és d'origen àrab. El seu patrimoni és extremadament ric, és un lloc únic a Europa. En l'actualitat està en extinció, fagotitzada per l'urbanisme salvatge de la Z.A.L., "Zona de Apoyo Logístico" projecte fantasma impulsat durant els anys de govern del Partit Popular a l'Ajuntament de València.

## Transport
La Punta té els principals vials de comunicació en l'autopista del Saler, la Ronda Sud de València i la V-30 o autovia de circumval·lació situada a vora el riu, que l'enllaça amb la pista de Silla i la resta de les eixides i entrades a la ciutat. Queda connectada amb el Castellar-l'Oliveral pel Camí de Roch i el camí de la Font d'en Corts, i amb Natzaret pel camí de Moreres i la carrera del Riu. Està travessada també per la via del ferrocarril València-Barcelona, situant-se al sud del barri la pràctica totalitat de les infraestructures de l'Estació de la Font de Sant Lluís. El barri és servit per la línia 15 de l'EMT de València, la qual passa cada 90 min.